# Округ Братислава II
Округ Братислава II (слч. Okres Bratislava II) округ је у Братиславском крају, у Словачкој Републици. Административно средиште округа је град Братислава.

## Географија
Налази се у јужном дијелу Братиславског краја.
Граничи:
- на сјеверу је Округ Братислава III,
- сјеверозападно Округ Братислава I,
- источно и јужно Округ Сењец,
- западно Округ Братислава V.

Клима је умјерено континентална.

## Становништво
| Година:    | 1994.   | 2004.   | 2014.   | 2024.    |
| ---------- | ------- | ------- | ------- | -------- |
| Број људи: | 113 100 | 108 316 | 112 054 | 126 649  |
| Разлика:   |         | -4,22 % | +3,45 % | +13,02 % |

| Година:    | 2023.   | 2024.   |
| ---------- | ------- | ------- |
| Број људи: | 125 980 | 126 649 |
| Разлика:   |         | +0,53 % |

Према подацима о броју становника из 2011. године округ је имао 109.136 становника. Словаци чине 89,08% становништва.
| Етнички састав (2011)‍ | Етнички састав (2011)‍ | Етнички састав (2011)‍ | Етнички састав (2011)‍ | Етнички састав (2011)‍ |
| --------------------- | --------------------- | --------------------- | --------------------- | --------------------- |
|                       |                       |                       |                       |                       |
| Словаци               | Словаци               |                       | 0                     | 89,08%                |
| Мађари                | Мађари                |                       | 0                     | 4,89%                 |
| Чеси                  | Чеси                  |                       | 0                     | 1,27%                 |
| остали, непознато     | остали, непознато     |                       | 0                     | 4,76%                 |

## Насеља
У округу се налази три градска насеља.